# Ophichthus mystacinus
Ophichthus mystacinus är en fiskart som beskrevs av Mccosker, 1999. Ophichthus mystacinus ingår i släktet Ophichthus och familjen Ophichthidae. Inga underarter finns listade i Catalogue of Life.